# Alexander Wassiljewitsch Mossolow
Alexander Wassiljewitsch Mossolow (russisch Александр Васильевич Мосолов; wiss. Transliteration Aleksandr Vasil'evič Mosolov; * 29. Julijul. / 11. August 1900greg. in Kiew; † 12. Juli 1973 in Moskau) war ein russischer Komponist.

## Leben
Mossolow verbrachte seine Kindheit und Jugend überwiegend in Moskau, wo er mit den neuesten Strömungen der russischen Musikszene in Berührung kam. Bevor er seine Studien begann, kämpfte er von 1918 bis 1920 in der Roten Armee. Von 1921 bis 1925 studierte er Klavier und Komposition am Moskauer Konservatorium. Zu seinen Lehrern gehörten Reinhold Glière und Nikolai Mjaskowski. In den 1920er-Jahren trat er oft als Pianist auf und betätigte sich als Rezensent. Mossolow engagierte sich sehr in der 1924 gegründeten ASM (Assoziation für zeitgenössische Musik), was ihm die Feindschaft mit Vertretern der RAPM (Russischen Assoziation proletarischer Musiker) einbrachte, von denen er öffentlich diffamiert wurde. Zeitweise wurden seine Werke nicht mehr aufgeführt.
Als sich dieses Problem mit der Auflösung beider Vereinigungen Anfang der 1930er Jahre erledigt hatte, geriet Mossolow in Konflikt mit dem Staat, da sich sein Personalstil nicht mit der Ästhetik des Sozialistischen Realismus vereinbaren ließ. Bereits 1936 wegen angeblicher öffentlicher Trunkenheit und Ruhestörung aus dem Komponistenverband ausgeschlossen, wurde Mossolow daher als vermeintlicher Konterrevolutionär verhaftet und zu acht Jahren harter Zwangsarbeit verurteilt. Doch im August 1938 erreichten seine Lehrer Glière und Mjaskowski durch persönliche Intervention, dass er begnadigt wurde und seine Strafe auf eine fünfjährige Verbannung aus Moskau, Leningrad und Kiew verringert wurde. Von dieser Zeit an besuchte Mossolow häufig entlegene Gebiete der UdSSR wie Usbekistan und Kirgisien, um Volkslieder zu sammeln. Später ließ er sich wieder in Moskau nieder und führte ein unauffälliges Leben, ohne ein weiteres Mal mit der Staatsmacht in Konflikt zu geraten. Freilich wurden nur wenige seiner Kompositionen aufgeführt. Nach seinem Tode wurde Mossolow rehabilitiert.

## Stil
Während seine ersten Werke teilweise noch spätromantisch geprägt sind oder Einflüsse Skrjabins aufweisen, entwickelte Mossolow in den 1920er Jahren sehr schnell einen ganz eigenen, neuartigen Stil. Dieser ist konstruktivistisch, antiromantisch, antiemotional und in seiner Radikalität provozierend. In vielen Werken meidet Mossolow den Wohlklang und setzt fast alle Regeln der Tradition außer Kraft. Atonalität ist in seinen Werken dieser Zeit sehr häufig anzutreffen. Besondere Bekanntheit erlangte Sawod (deutsch eigentlich „Fabrik“, im Westen jedoch als Die Eisengießerei bekannt geworden; der einzige Abschnitt aus dem Ballett Stahl, der über das Planungsstadium hinauskam). Inspiriert von Arthur Honeggers Pacific 231 setzt Mossolow hier die Geräusche einer Eisengießerei so naturgetreu wie möglich in Musik um. Diese dissonanzenreiche, bohrend rhythmische „Maschinenmusik“ ist typisch für Mossolows Freude an Experimenten, mit denen er damals auch andere junge Komponisten beeinflusste. Auch außerhalb der Sowjetunion fand Die Eisengießerei damals Anerkennung; so erklang sie beispielsweise 1930 in Lüttich und 1932 in der Hollywood Bowl. Mossolow war zu dieser Zeit einer der Vorreiter der musikalischen Avantgarde in Russland. Nach seiner Haft sah er sich jedoch gezwungen, von allen modernistischen Tendenzen Abstand zu nehmen. Von dieser Zeit an schrieb er ungetrübt tonale und in allen Bereichen sehr traditionelle Musik, die den Forderungen des Sozialistischen Realismus entsprach. Die Thematik basiert auf Volksliedern insbesondere des Nördlichen Kaukasus und Mittelasiens. Er arbeitete viel mit Volksinstrumentenorchestern und Volkschören zusammen. Viele seiner späteren Kompositionen haben politische Bezüge, indem sie das sowjetische Staatssystem glorifizieren. Mossolows musikhistorische Bedeutung beruht vor allem auf seinem Frühwerk, das in seiner Radikalität für die damalige Zeit geradezu schockierend war.

## Sonstiges
Auf der documenta 8 im Jahr 1987 in Kassel wurden Aufnahmen von Alexander Mossolow im Rahmen der "Archäologie der akustischen Kunst 2: Dada-Musik" als offizieller Ausstellungsbeitrag aufgeführt.

## Werke
- Orchesterwerke
  - „Die Traktorenbrigade fährt in die Kolchose ein“ (1926)[1]
  - Sinfonie op.20 (1927/28, verschollen)
  - „Antireligiöse Symphonie“ (1931)[2]
  - Sinfonie E-Dur (1944)
  - Sinfonie Nr.2 C-Dur (1946)
  - Sinfonie Nr.3 B-Dur „Lied-Symphonie“ (1949/50)
  - „Wochenende im Park“ (1952)[2]
  - Sinfonie C-Dur (1959/60)
  - Sinfonie Nr.4 a-Moll (1959/60)
  - Sinfonie Nr.5 e-moll (1965)
  - Sinfonie Nr.6 (bis 1973, unvollendet)
  - „Soldatenlieder“, Suite für Volksinstrumentenorchester
- Konzerte
  - Klavierkonzert Nr.1 op.14 (1927)
  - Klavierkonzert Nr.2 op.34 (1932)
  - Violoncellokonzert Nr.1 (1935?, verschollen)
  - Violoncellokonzert Nr.2 c-Moll (1945/46)
  - Elegisches Poem für Violoncello und Orchester (1960/61)
  - Harfenkonzert (1939)
- Bühnenwerke
  - „Stahl“, Ballett op.19 (1926–28), daraus: „Die Eisengießerei“
  - „Der Held“, Kammeroper op.28 (1928)
  - „Der Staudamm“, Oper op.35 (1929–31)
  - „Signal“, Oper (1941, verschollen?)
  - „Maskerade“, Oper nach Lermontow (1944)
- Vokalmusik
  - Vier Gedichte op. 1 für Singstimme und Klavier (1924)
  - "Vier Zeitungsannoncen" op. 21 für Singstimme und Klavier (1927)
  - „Heldenstädte“, Oratorium für Soli, Chor und Orchester (1945)
  - „Ehre dem großen Oktober“ für Bariton und Orchester (1947)
  - „Heimat“, Oratorium für Soli, Chor und Orchester (1948/49)
  - „Ehre der Stadt Moskau“, Oratorium für Chor und Orchester (1967)
  - „Volksoratorium über G. I. Kotowski“ für Soli, Chor, Vorleser und Orchester (1970)
  - „Kolchosfelder“, 8 Chöre
  - etliche weitere Chöre
  - Weitere Lieder
  - Volksliedbearbeitungen
- Kammermusik
  - Streichquartett Nr.1 a-moll op.24 (1926)
  - Streichquartett Nr.2 C-Dur „Suite auf Themen patriotischer Soldaten- und Partisanenlieder von 1812“ (1943, rev. 1963)
  - Legende für Violoncello und Klavier op.5 (1924)
  - Zwei Stücke für Violoncello und Klavier (1947)
  - „Tanzsuite“ für Harfe (1940er Jahre)
- Klaviermusik
  - Sonate Nr.1 c-Moll op.3 (1924)
  - Sonate Nr.2 h-Moll op.4 (1923/24)
  - Sonate Nr.3 op.8 (1924, verschollen)
  - Sonate Nr.4 op.11 (1925)
  - Sonate Nr.5 d-Moll op.12 (1925)
  - Zwei Nocturnes für Klavier op.15 (1926)
  - „Turkmenische Nächte“ (1928)
  - weitere Stücke

Anmerkung: Dieses Werkverzeichnis kann keinen Anspruch auf Korrektheit erheben. Jede Quelle weist andere Daten und andere Werke auf. Dies hat nicht zuletzt damit zu tun, dass viele von Mossolows Werken verschollen sind, aber auch damit, dass nur sehr wenige bisher an die Öffentlichkeit gelangt sind. Manchmal kann noch nicht einmal einwandfrei geklärt werden, ob ein Werk verschollen ist oder nicht. Derzeit (2006) sind zahlreiche Fragen in diesem Zusammenhang offen.
Zum Stand der Forschung im November 2017 siehe den Artikel von Anastassia Boutsko Kampfkantate mit gottlosem Chor, in der FAZ vom 24. November 2017 auf Seite 12.

## Einzelbelege
1. ↑  Kerstin Holm: Musik der Revolutionszeit: Das Leben wird besser und fröhlicher, Genossen, faz.net vom 15. November 2017.
2. 1 2  Anastassia Boutsko: Kampfkantate mit gottlosem Chor in: Frankfurter Allgemeine Zeitung vom 24. November 2017, S. 12.
3. ↑  Anastassia Boutsko: Uraufführungen des Komponisten Mossolow sorgen für Aufregung auf: deutschlandfunk.de vom 2. Oktober 2017.

| Personendaten    | Personendaten                                                                                               |
| ---------------- | --- |
| NAME             | Mossolow, Alexander Wassiljewitsch                                                                          |
| ALTERNATIVNAMEN  | Мосолов, Александр Васильевич (russisch); Mosolov, Aleksandr Vasil'evič (wissenschaftliche Transliteration) |
| KURZBESCHREIBUNG | russischer Komponist                                                                                        |
| GEBURTSDATUM     | 11. August 1900                                                                                             |
| GEBURTSORT       | Kiew |
| STERBEDATUM      | 12. Juli 1973                                                                                               |
| STERBEORT        | Moskau |